# Tanypeza picticornis
Tanypeza picticornis är en tvåvingeart som beskrevs av Frederick Knab och Shannon 1916. Tanypeza picticornis ingår i släktet Tanypeza och familjen långbensflugor. Inga underarter finns listade i Catalogue of Life.